# Abel Pacheco de la Espriella
Abel de Jesús Pacheco de la Espriella (San José, 22 dicembre 1933) è un politico, personaggio televisivo e scrittore costaricano, ex-presidente della Repubblica di Costa Rica, in carica dal 2002 al 2006, eletto nelle file del Partido Unidad Social Cristiana (PUSC).

## Biografia
Sebbene sia nato nella capitale, Abel Pacheco ha vissuto i primi anni della sua vita nella provincia di Limón, sulla costa caraibica. Figlio di agricoltori, ha iniziato la sua carriera scolastica a San José, dove si è diplomato, per proseguire gli studi di medicina e psichiatria all'estero, prima in Messico e quindi negli Stati Uniti.
Attivista politico di idee conservatrici, prese parte al fallito tentativo della spedizione che dal Nicaragua e con l'appoggio dell'allora dittatore Anastasio Somoza García e dell'ex presidente Rafael Ángel Calderón Guardia aveva come obiettivo quello di deporre il presidente della Costa Rica José Figueres Ferrer, leader della Rivoluzione del 1948.
Ritornato in Costa Rica nel 1959, Pacheco ha iniziato la sua carriera professionale di medico dapprima presso l'Ospedale Nazionale di San José, quindi presso l'Ospedale Nazionale Psichiatrico, dove ha lavorato per 16 anni, diventandone il presidente per il periodo dal 1973 al 1976.
Nel 1976 ha debuttato in televisione come conduttore di un programma chiamato "Comentarios con el Dr. Abel Pacheco", programma andato in onda fino all'anno 2001. Il mezzo televisivo lo ha convertito in un personaggio popolare, tanto che nel 2001 dichiarò in tv che si sarebbe voluto candidare alla presidenza del suo paese.
Le sue inclinazioni culturali lo convinsero ad abbandonare la professione di medico agli inizi degli anni '80, per dedicarsi ad una serie di poliedriche attività, tra le quali quella di scrittore di racconti, e compositore di canzoni popolari. Aprì anche un negozio di abbigliamento,
"El Palacio del Pantalón", che curò personalmente fino al 1994.

## Vita politica
Abel Pacheco venne eletto con le elezioni generali del 1º febbraio del 1998, all'età di 64 anni, all'Asamblea Legislativa, il parlamento della Costa Rica, nelle file del Partido Unidad Social Cristiana (PUSC), formazione politica fondata nel 1983 dalla fusione di quattro partiti di centro e di destra che, insieme all'altra forza politica, il Partito Liberazione Nazionale (PLN) di orientamento socialdemocratico, ha caratterizzato lo stabile sistema bipolarista della democrazia costaricana.
Alle elezioni del 1998 il PUSC ha ottenuto la maggioranza semplice in parlamento e ha conquistato la Presidenza della Repubblica con Miguel Ángel Rodríguez Echeverría, cugino quest'ultimo della seconda moglie di Abel Pacheco, Leila Rodríguez Stahl.
Il governo neoliberista di Miguel Ángel Rodríguez Echeverría ed in particolare il tentativo di privatizzare l'impresa erogatrice dei servizi di energia elettrica (Instituto Costarricense de Electricidad o ICE), crearono scontento e malumore nel paese, nonché l'avanzata nei consensi di forze politiche populiste e dei comunisti di Otto Guevara. Per la sua popolarità guadagnata con le apparizioni televisive, ben presto Abel Pacheco diventò il candidato del PUSC in grado di contare con un ampio consenso.
Nonostante non godesse di peso politico all'interno della struttura gerarchica del partito, Pacheco vinse largamente le primarie del 10 giugno 2001, grazie all'appoggio della base del partito, che mandò un segnale chiaro contro la cupola dell'apparato del PUSC, che voleva candidato l'ex ministro dei Trasporti e delle Opere Pubbliche, Rodolfo Méndez Mata.
Abel Pacheco ha subito preso le distanze dal concetto neoliberista dell'economia di Rodríguez Echeverría, promettendo con la sua campagna elettorale di aiutare il settore dell'agricoltura e promuovendo l'immagine del costaricano onesto, responsabile, lavoratore, del cittadino modesto e decente, figura questa che sosteneva di incarnare.
Comunicatore eccellente portò avanti un programma politico volutamente "deideologizzato" e caratterizzato da una forte matrice populista; promise di voler portare avanti una campagna contro il crimine organizzato, la corruzione, e di volere aiutare i poveri e le classi meno abbienti.
Pacheco arrivò alle urne sostanzialmente alla pari nei sondaggi con il rivale del PLN, l'ingegnere Rolando Araya Monge. Per la prima volta nella storia della Costa Rica, il primo turno delle elezioni presidenziali non decretò l'elezione del nuovo Presidente e fu necessario ricorrere al turno di ballottaggio.
Al secondo turno Pacheco fu eletto presidente con il 58% dei consensi.
L'8 maggio 2002 prestò giuramento al suo mandato, promettendo, nel suo discorso di insediamento di voler "governare con umanità" e "lavorare onestamente", annunciando l'immediata approvazione di una manovra di tagli alla spesa pubblica con l'obiettivo di risparmiare 6 milioni di dollari durante il primo anno di governo.
Durante il suo governo uno scandalo che ha coinvolto molti esponenti del suo partito, accusati di corruzione, ha fatto crollare i consensi del PUSC e ha determinato la fine del bipolarismo fra il partito PUSC (socialcristiano) e il partito PLN (socialdemocratico). Tale sconvolgimento politico ha determinato l'ascesa di forze nuove e della destra populista del PAC (Partido de acción ciudadana). Attualmente la maggioranza relativa in parlamento è detenuta dai socialdemocratici, che hanno visto rieletto il proprio candidato Óscar Arias a Presidente della repubblica.

## Opere pubblicate
- Paso de tropa
- Una muchacha
- El Hijo de árbol
- La tolvanera
- Cuentos de la Meseta Central
- Cuentos del Pacífico
- Gente sin ancla
- Más abajo de la piel